# Sept sortes de biscuits

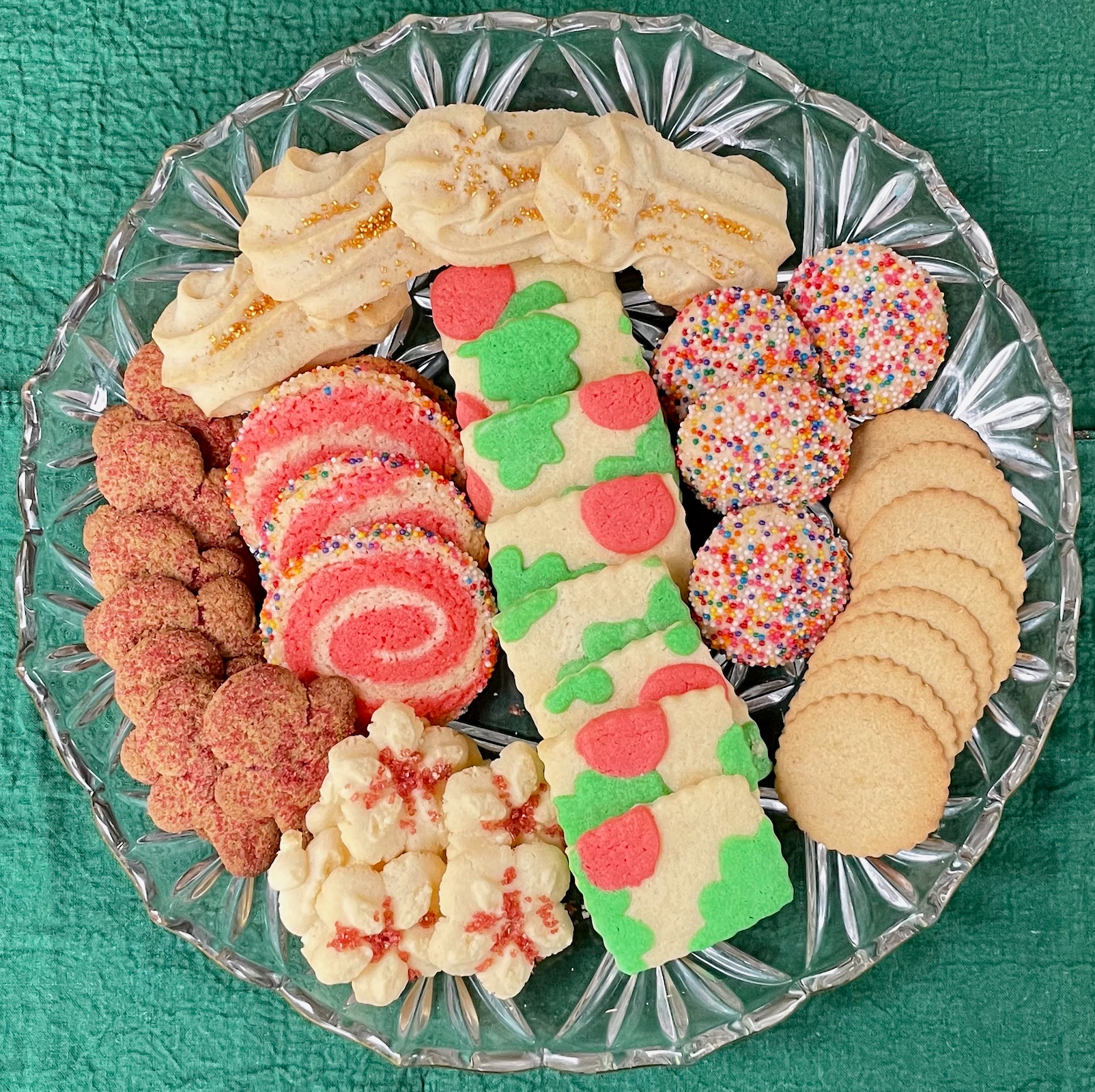
Exemple de présentation des sept sortes de biscuits.

Les sept sortes de biscuits (sju sorters kakor en suédois ; syv slags kaker en norvégien) sont une tradition culinaire suédoise et norvégienne consistant à préparer sept types de biscuits pour ses invités.
Au XIXe siècle, elle s'inscrit dans le cadre du kafferep', un rassemblement privé de femmes pour une pause café et gâteaux. Le terme lui, se formalise au XXe siècle.

## Types de biscuits proposés
| Type de biscuit                      | Image |
| ------------------------------------ | ----- |
| Finska pinnar                        |       |
| Biscuit échiquier (schackrutor)      |       |
| Kardemummaskorpor                    |       |
| Biscuit de Bruxelles (Brysselkex)    |       |
| Muskotsnittar                        |       |
| Drömmar                              |       |
| Havreflarn                           |       |
| Grotte à la framboise (hallongrotta) |       |
| Mandelkubb                           |       |
| Pepparkakor                          |       |
| Strassburgare                        |       |